# Erdődy György (1681–1759)
Gróf monyorókeréki és monoszlói Erdődy György Lipót (?, 1681. – 1759. május 4.) magyar főnemes, 1748-tól haláláig országbíró.

## Élete
Erdődy Kristóf kincstartó és Pálffy Zsuzsanna fia. Családi birtokain való gazdálkodás után a hadseregben szolgált. Ezt követően több közjogi tisztséget töltött be: 1713-tól Bars vármegye főispánja, 1714-től 44 éven át 1758-ig az árvai közbirtokosság gondnoka, 1720-tól 1748-ig a magyar kamara elnöke, 1730-tól 1748-ig koronaőr volt. 1748-ban Mária Terézia magyar királynő kinevezte országbíróvá. 
1720-ban adományként megkapta a kuruc Forgách Simontól elkobzott Galgóc települést. Pöstyént ugyanakkor ő adta bérbe Irnberger Mihály orvosnak, aki idővel neves fürdőhellyé építtette ki azt. Erdődy 1754-ben Budán építtetett egy palotát magának. Tagja volt az Aranygyapjas rendnek (1748).
Esterházy Pál herceg leányát, Esterházy Teréziát vette feleségül. Házasságukból 5 fiú és 1 leánygyermek született.